# Шидловец (гмина)
Шидловец (пол. Szydłowiec) — гмина (волость) в Польше, входит как административная единица в Шидловецкий повет, Мазовецкое воеводство. Население — 19 390 человек (на 2004 год).

## Соседние гмины
1. Гмина Ближын
2. Гмина Хлевиска
3. Гмина Ястшомб
4. Гмина Мирув
5. Гмина Ороньско
6. Гмина Скаржыско-Косцельне
7. Скаржыско-Каменна
8. Гмина Венява